# Метеорологічний радар

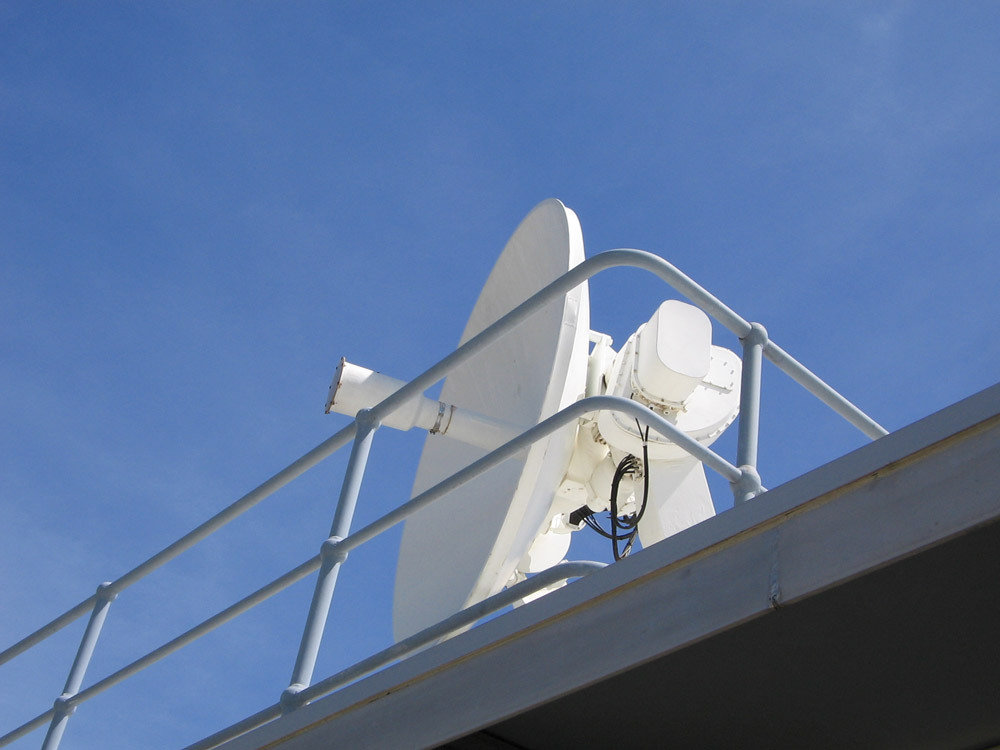
Тарілка метеорологічного радара WF44 компанії Decca Radar Ltd.

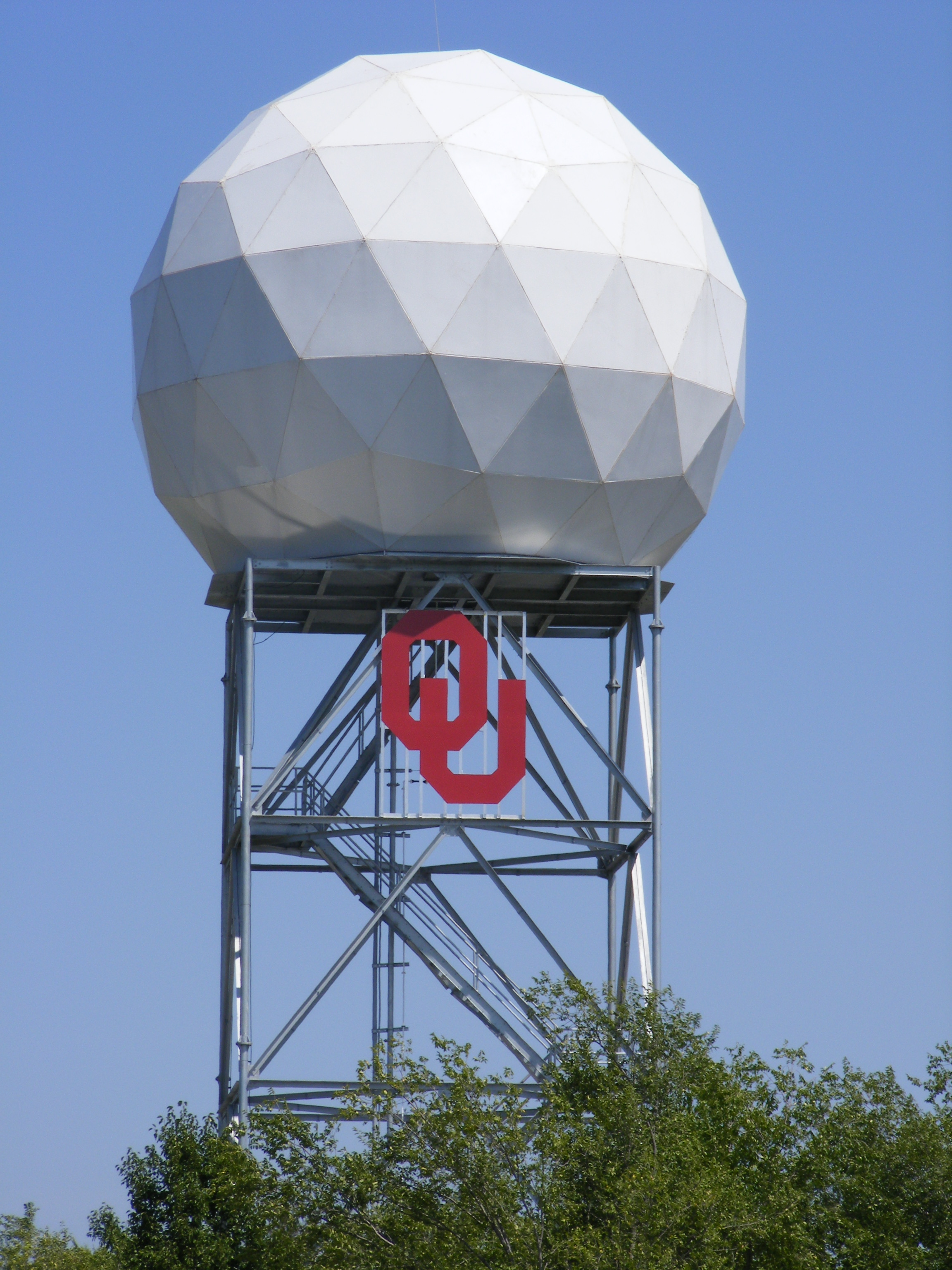
Метеорологічний радар OU-PRIME в Оклахомському університеті

Метеорологічний радар — тип радара, що використовується для локалізації опадів та інших частинок у повітрі, визначення їх типу (дощ, сніг, град тощо) і складання профілів вітру.
Загальний принцип роботи метеорологічних радарів, їх будова, а також параметри і метод вимірювання (довжина хвилі, роздільна здатність, діапазон, стратегія сканування тощо) схожі на інші види радарів, але були адаптовані для вимірювання метеорологічних характеристик.
Сучасні метеорологічні радари є майже завжди доплерівськими радарами, що вимірюють насамперед інтенсивність та швидкість опадів. Ці дані використовуються для визначення структури штормів та прогнозування погоди.